# Sanchón de la Sagrada
Sanchón de la Sagrada is een gemeente in de Spaanse provincie Salamanca in de regio Castilië en León met een oppervlakte van 15,08 km². Sanchón de la Sagrada telt 40 inwoners (1 januari 2016).

## Demografische ontwikkeling
Bron: INE, 1857-2011: volkstellingen